# Knut Wittenbecher
Knut Wittenbecher (* 13. September 1939) war Fußballspieler in der DDR-Oberliga, der höchsten Spielklasse des ostdeutschen Fußballverbandes. Er spielte dort für den SC Aufbau Magdeburg, den SC Empor Rostock und Lok Stendal.

## Sportlicher Werdegang
Wittenbechers erste Station in der DDR-Oberliga war der SC Aufbau Magdeburg. Mit 20 Jahren gehörte er 1960 zum Aufgebot des Oberligaaufsteigers, wurde aber nicht zum Stammspieler. Als er nach der Saison 1961/62 Magdeburg verließ, war er in den 65 Punktspielen der beiden Spielzeiten 19-mal eingesetzt worden und hatte als etatmäßiger Stürmer nur zwei Tore erzielt.
Im Sommer 1962 wurde er in das Oberligaaufgebot des Vizemeisters SC Empor Rostock aufgenommen. Zusammen mit dem von Einheit Greifswald gekommenen Harald Nitze war er als perspektivischer Nachfolger des 30-jährigen Mittelstürmers Rolf Leeb vorgesehen. Am ersten Spieltag der Saison 1962/63 gab Trainer Walter Fritzsch Nitze den Vorrang, doch vom 2. Spieltag an war Wittenbecher Rostocks Mittelstürmer. Bis zum 12. Spieltag stand er ohne Unterbrechung auf dieser Position, doch nach der Winterpause kam er nur noch einmal zum Einsatz. In zwölf Spielen hatte er diesmal mit acht Toren eine gute Trefferquote und war zum Saisonende Rostocks zweitbester Torschütze.
Nach nur einem Jahr verließ Wittenbecher Rostock wieder und schloss sich zur Saison 1963/64 dem Oberligaaufsteiger Lok Stendal an. Hier war jedoch Gerd Backhaus fest als Mittelstürmer etabliert, sodass Wittenbecher erst am 8. Spieltag in die Mannschaft kam, die aufgrund des Ausfalls von Kurt Liebrecht umgestellt werden musste. Gegen seinen alten Klub Aufbau Magdeburg bestritt er sein zweites und zugleich letztes Oberligapunktspiel für Lok Stendal, diesmal als Rechtsaußenstürmer. Mit nur zwei Oberligaspielen und torlos trennte sich Wittenbecher auch von Stendal bereits wieder nach einem Jahr.
Es war zugleich der Abschied aus der DDR-Oberliga, in der er insgesamt 33 Punktspiele bestritten und zehn Tore erzielt hatte. Seine nächsten Stationen war der Zweitligist ASG Vorwärts Neubrandenburg (1964/65), der drittklassige Bezirksligist Vorwärts Potsdam und bis 1973 die in der Bezirksliga spielende 2. Mannschaft von Chemie Leipzig. Seine Laufbahn als aktiver Fußballspieler beendete Wittenbecher in der viertklassigen Mannschaft der BSG Motor in Böhlitz-Ehrenberg.